# 顏廷彥
顏廷彥，贵州遵義人，清朝政治人物、同進士出身。
嘉慶十年（1805年）乙丑科進士，三甲一百四名，后官山东莘县知县，甘肃山丹、定安等县知县，甘肅靜寧州知州。